# کارملیتا گرتی
کارملیتا گرتی (انگلیسی: Carmelita Geraghty؛ ۲۱ مارس ۱۹۰۱ – ۷ ژوئیهٔ ۱۹۶۶) هنرپیشه و نقاش اهل ایالات متحده آمریکا بود. او یکی از «بازیگران مهمان» موفق در فیلم‌های «مک سنت» بود.

## گزیده فیلم‌شناسی
- دردسرهای آبجوسازی (۱۹۲۳)
- پلژر گاردن (۱۹۲۵)
- گتسبی بزرگ (فیلم ۱۹۲۶) (۱۹۲۶)
- بهترین دختر من (۱۹۲۷)
- برادران (فیلم ۱۹۳۰) (۱۹۳۰)